# Фондоотдача
Фондоотдача (англ. Fixed assets turnover ratio) — экономический показатель, который определяет количество продукции, производимой на один рубль основных фондов, и определяется делением объёма продукции в стоимостном или натуральном выражении на среднюю балансовую стоимость производственных основных фондов, является обратным показателем прямой фондоёмкости.

## Определение
Согласно БСЭ фондоотдача — это выпуск продукции на единицу стоимости производственных основных фондов (основного капитала). 
Показатель фондоотдачи используется для оценки эффективности использования основных фондов предприятия, а также для сравнительной оценки эффективности использования основных фондов на предприятиях одной отрасли, при экономическом анализе, обосновании планов производства и капитального строительства по отдельным отраслям (производствам) и предприятиям (объединениям).
Показатель фондоотдачи определяется делением годового объёма продукции в стоимостном или натуральном выражении на среднегодовую полную балансовую стоимость производственных основных фондов. Определяет количество продукции, производимой на один рубль или на 1000 рублей производственных основных фондов. Показатели фондоотдачи рассчитываются для действующих и вновь вводимых предприятий, могут рассчитываться по всем фондам и отдельно по активной части основных фондов.
Фактически показатель показывает отдачу основных фондов, чем выше значение показателя, тем более эффективно используются основные фонды. Это означает, что с каждого рубля основных фондов организация получает больше продукции. Иными словами, на каждый рубль выручки организация затратила меньше основных средств. Обратный показатель фондоотдачи это фондоемкость. Рассчитывается отношением Среднегодовой стоимости основных средств к выручке.

## Факторы изменения показателя
Основными факторами роста фондоотдачи являются:
- Повышение производительности оборудования в результате технического перевооружения и реконструкции действующих и строительства новых предприятий;
- Увеличение коэффициента сменности работы оборудования;
- Улучшение использования времени и мощности;
- Снижение стоимости единицы мощности вновь вводимых, реконструируемых и перевооружаемых предприятий;
- Замена ручного труда машинным;
- Улучшение освоения вновь вводимых мощностей.

## Формула
Показатель фондоотдача рассчитывается по следующей формуле:
Показатель является обратным к фондоёмкости: